# Crocus minimus
Crocus minimus là một loài thực vật có hoa trong họ Diên vĩ. Loài này được DC. miêu tả khoa học đầu tiên năm 1804.